# Réseau Cocagne
Pour la coopérative maraîchère suisse, voir Jardins de Cocagne.
Le réseau Cocagne est un regroupement d'associations françaises composé de Jardins de Cocagne et d'autres structures respectant une charte commune de production maraîchère au moyen de l'insertion par l'activité économique.

## Histoire
Le premier Jardin de Cocagne est fondé en 1991, par Jean-Guy Henckel, à Chalezeule, près de Besançon,. Les Jardins de Cocagne sont des exploitations maraîchères biologiques à vocation d'insertion sociale et professionnelle, créés à partir d'associations loi de 1901 à but non lucratif. Les Jardins distribuent des paniers de légumes hebdomadaires à destination de leurs adhérents,.

### Les Jardins de Cocagne
Le jardin de Cocagne de Chalezeule est conventionné structure d’insertion par l’activité économique dans le cadre des politiques de l’emploi. Il propose un contrat de travail et un accompagnement socioprofessionnel individualisé à des personnes en situation précaire et rencontrant des difficultés d’ordre professionnel, social ou personnel.
Par la production et la commercialisation de légumes et de fruits biologiques vendus sous forme de panier hebdomadaire à un réseau d’abonnés, et par des activités de transformation, les jardins de Cocagne permettent à ces personnes de retrouver un emploi et de (re)construire un projet professionnel et personne.

### Le réseau Cocagne
En 2009, le réseau Cocagne est constitué pour représenter cent jardins en activité, trois mille salariés en contrat d'insertion, quinze mille adhérents consommateurs, cinq cent cinquante encadrants et mille bénévoles,,. La même année, le réseau Cocagne absorbe le réseau national de traiteur solidaire « Planète Sésame ».
En 2012, le réseau emploie plus de quatre mille personnes. Le réseau Cocagne représente 4 320 salariés en insertion, accompagnés par 815 salariés permanents au sein de 130 jardins et structures solidaires. Ces jardins produisent des légumes pour plus de vingt mille familles adhérentes et tout ceci sur une surface de plus de 550 hectares en agriculture biologique[source secondaire souhaitée].
En 2018, cent deux fermes faisaient partie de ce réseau[source secondaire souhaitée].

## Directions

### Présidences
- Jean-Claude Vorgy : 1999 - 2010[11]
- Jacques Pouly : 2010[11]

### Direction
- Julien Adda[12]

## Identités visuelles

Ancien logo du Réseau Cocagne
Nouveau logo